# Федерация вертолётного спорта России
Федерация вертолётного спорта России (ФВС России) — общероссийская общественная организация, аккредитованная Минспорта, занимающаяся всем, что касается спортивного применения легких вертолетов. Проводящая национальные и международные соревнования на территории России, развивающая и пропагандирующая авиационный спорт.

## Члены
Федерация объединяет более 1500 членов из 52 регионов России. Среди членов ФВС — пилоты, судьи, представители авиационных компаний, заводов, конструкторских бюро и ветераны вертолетного спорта.

## Вертолетный спорт
Родиной вертолетного спорта является СССР. Первые национальные первенства стали проводиться в 1958 году. В 1959 году вертолетный спорт был включен в Единую Всесоюзную спортивную классификацию СССР. В том же, 1959 году, Советский Союз предложил Вертолетному комитету при FAI провести чемпионат 8-ми советских Республик.
В итоге первый чемпионат мира по вертолетному спорту состоялся в немецком городе Бюкебург (в период с 16 по 19 сентября 1971 года). Победу одержала Германия. Сборная команда СССР участия в этом чемпионате мира не принимала.
Во втором чемпионате мира, проведенном в АнглиИ, сборная СССР приняла участие, одержав победу.
25 января 1945 Г . родился Игнатенко Станислав Дмитриевич – член сборной команды СССР 1973-1980г город Ростов на Дону, неоднократный чемпион РСФСР, чемпион СССР, чемпион мира, по вертолетному спорту, Мастер спорта СССР международного класса. Единственный выполнявший фигуры высшего пилотажа на запредельных режимах работы вертолета ( переворот вверх колесами вертолета ми 2) и выход из пикирования.
На третьем чемпионате, прошедшем в Минске советские пилоты также одержали победу.
С советских времен россиянам удается удерживать высокий уровень и уже более 20 лет отечественные пилоты занимают лидирующие позиции в мире.

## Сборная команда
28 человек входит в сборную России по вертолетному спорту на 2017 год.

## Спонсорская поддержка
ФПС активно сотрудничает с компаниями и производственными объединениями, руководителям которых небезразлична судьба вертолетного спорта и престиж России на международной арене.

## Руководство
- Грушина Ирина Борисовна — президент, 1-й вице-президент и делегат России в международной вертолетной комиссии FAI (Москва)
- Сотников Максим Анатольевич — первый вице-президент, МСМК (Москва)
- Бибишев Михаил Серафимович — вице-президент, ЗТР (Самара)

## Соревнования, запланированные на 2018 год
Соревнования из ЕКП Минспорта на 2018 год.
| 15-18 мая  | 53-й чемпионат России                     | Аэродром Конаково |
| 19-20 мая  | 1-й этап кубка мира по вертолетным гонкам | Аэродром Конаково |
| 14-16 июня | 2-й этап кубка мира по вертолетным гонкам | Англия            |
| 28-30 июня | 3-й этап кубка мира по вертолетным гонкам | Польша            |
| 13-15 июля | Кубок России                              | Саратов           |
| 24-27 июля | 16-й чемпионат мира                       | Минск, Беларусь   |
| 28-29 июля | 4-й этап кубка мира по вертолетным гонкам | Минск, Беларусь   |

## Соревнования 2017 года
- 1-й этап кубка мира по вертолетным гонкам Хай-Уиком, Англия (3-4 июня)
- Чемпионат Приволжского ФО Саратовская область, Саратов (2-4 июня)
- 52-й чемпионат России, 2-й этап кубка мира по вертолетным гонкам Тверская область, аэродром Конаково (13-16 июля)
- 3-и Белорусские вертолетные гонки, тест-чемпионат к чемпионату мира-2018 3-й этап кубка мира по вертолетным гонкам Минск, Беларусь (29-30 июля)
- Кубок ДОСААФ России «Вертолетные гонки» в рамках соревнований АрМИ-2017 Московская область, Алабино (9-12 августа)
- Открытый чемпионат Германии, 4-й этап кубка мира по вертолетным гонкам Германия (26-27 августа)
- 5-й этап кубка мира по вертолетным гонкам Гмунден, Австрия (9-10 сентября)
- 6-й этап кубка мира по вертолетным гонкам Ястарня, Польша (23-24 сентября)

## Кругосветные перелеты
ФВС России специализируется в первую очередь на спортивной деятельности, но также поддерживает перелеты и иностранных пилотов-вертолетчиков, прилетающих в нашу страну.
В 2017 году ФВС обеспечивала кругосветный перелет на вертолете Bell 407, участие в котором принял вице-президент ФВС, Максим Сотников. Вместе с ним перелет совершил польский пилот Марчин Шамборски, а также Наталья Сотникова и Михаил Мовшин.

## Советские и российские спортсмены-вертолетчики
- Смирнов, Владимир Леонидович